# Rainbow (álbum de GFriend)
Rainbow es el primer álbum reedición del grupo femenino de Corea del Sur GFriend. Fue lanzado por Source Music el 13 de septiembre de 2017, distribuido por LOEN Entertainment, y corresponde al relanzamiento de su quinto EP titulado Parallel. El álbum contiene diez canciones, incluyendo dos nuevas canciones, «Summer Rain» y «Rainbow», además de una nueva versión instrumental.

## Antecedentes y lanzamiento
El 30 de agosto de 2017, el grupo, a través de sus redes sociales, anunció que relanzarían su EP Parallel, que había sido lanzado el 1 de julio de 2017. Esta nueva versión del álbum, bajo el título de Rainbow, tendría como tema principal la nueva canción «Summer Rain». Esta versión incluyó además la canción homónima «Rainbow», y su fecha de publicación fue definida para el 13 de septiembre de 2017.

## Composición y letras
La canción principal «Summer Rain» es una pista que compara el amor caprichoso pero hermoso con la lluvia de verano, y es la continuación de la serie que comenzó con «Love Whisper» lanzada en agosto en su EP Parallel. El elemento del agua está presente desde el principio y acompaña a lo largo de toda la canción, con un GFriend melancólico, más apagadas y que se alejan bastante de aquellos colores vibrantes y llamativos de su anterior trabajo.
Uno de los elementos más llamativos es el uso de un piano, que pertenece a una pieza compuesta por el alemán Robert Schumann, concretamente el Opus 48-1 (Amor de poeta) de los dos ciclos de Lied que compuso en 1840. El grupo incorporó la melodía al principio y al final para acentuar la añoranza, que es la protagonista de la historia de la canción.
La canción «Rainbow» es una pista que expresa que los buenos tiempos vienen después de los tiempos difíciles, al igual que un arcoíris se eleva después de que deja de llover. Algunos criticaron esta canción como una variación positiva de la inocencia de la novia, que no se limita a permanecer en el ámbito existente. La versión guía de esta canción tenía letras en inglés y tiene una sensación de rock más fuerte que la versión finalmente publicada.

## Recepción

### Recibimiento comercial
La reedición debutó en el número 2 en la lista de Gaon Album Chart del 10 al 16 de septiembre de 2017, mientras que las dos nuevas canciones del EP ingresaron al Gaon Digital Chart del 10 al 16 de septiembre de 2017, con «Summer Rain» alcanzando la posición 11 y «Rainbow» la posición número 86.

## Lista de canciones
| Rainbow - CD / Descarga digital |                                       |                 |                                             |                          |          |  |
| N.º                             | Título                                | Letras          | Música                                      | Arreglos                 | Duración |  |
| 1.                              | «Intro (Belief)»                      |                 | Iggy, Seo                                   | Iggy, Seo                | 1:12     |  |
| 2.                              | «Love Whisper (귀를 기울이면)»        | Iggy, Youngbae  | Iggy, Youngbae                              | Iggy, Youngbae           | 3:32     |  |
| 3.                              | «Summer Rain (여름비)»                | Iggy, Youngbae  | Iggy, Youngbae                              | Iggy, Youngbae           | 3:20     |  |
| 4.                              | «Rainbow»                             | Mafly           | Fuxxy, Vincenzo, Any Masingga, Anna Timgren | Fuxxy                    | 3:52     |  |
| 5.                              | «Ave Maria (두 손을 모아)»            | Megatone, Ferdy | Megatone, Ferdy                             | Megatone, Ferdy          | 3:17     |  |
| 6.                              | «One-Half (이분의 일 1/2)»            | Iggy, Youngbae  | Iggy, Youngbae                              | Iggy, Youngbae           | 3:34     |  |
| 7.                              | «Life Is a Party»                     | Mafly, Ponde    | Hyuk Shin, RE:ONE, Davey Nate               | RE:ONE                   | 2:59     |  |
| 8.                              | «Red Umbrella (빨간 우산)»            | Heuktae         | Heuktae, Jang Jungseok                      | Jang Jungseok            | 3:26     |  |
| 9.                              | «Falling Asleep Again (그루잠)»       | Mafly           | Noh Joohwan, Lee Wonjong                    | Noh Joohwan, Lee Wonjong | 3:43     |  |
| 10.                             | «Summer Rain (여름비)» (Instrumental) |                 | Iggy, Youngbae                              | Iggy, Youngbae           | 3:20     |  |
| 32:23                           |                                       |                 |                                             |                          |          |  |

## Posicionamiento en listas
| Lista (2017)                     | Mejor posición |
| -------------------------------- | -------------- |
| Corea del Sur (Gaon Album Chart) | 2              |

| Lista (2017)                     | Mejor posición |
| -------------------------------- | -------------- |
| Corea del Sur (Gaon Album Chart) | 7              |

## Historial de lanzamiento
| País          | Fecha                    | Formato                         | Sello                                        |
| ------------- | ------------------------ | ------------------------------- | -------------------------------------------- |
| Corea del Sur | 13 de septiembre de 2017 | CD, descarga digital, streaming | Source Music, LOEN Entertainment, Sony Music |